# La Louve et la Croix
La Louve et la Croix (titre original : Wolfbreed) est un roman fantastique américain écrit par S. Andrew Swann, paru en 2009. Il a été publié en français aux éditions Bragelonne en 2010.

## Résumé
L'action se passe dans l'est de l'Europe au début du XIIIe siècle. En 1221, le chevalier teutonique Semyon von Kassel parvient à abattre un loup-garou et à s'emparer de sa progéniture dans le sud des Carpathes. Il élève les jeunes pour les mettre au service de l'Église et massacrer les païens qui ne veulent pas se convertir. Dix-huit ans plus tard, en 1239, il ne reste plus de toute cette progéniture que Lilly de vivante et elle est sous la garde de Erhard von Stendal, un autre chevalier teutonique. En mission en Prusa (la Prusse?), il laisse Lilly dans une geôle de Johannisburg avec des chevaliers prusans comme geôliers.
Lilly profite de la naïveté d'un des geôliers qui lui a ouvert la porte pour se transformer en louve et s'enfuir en massacrant tous les gardes qui tentent de la tuer. Elle réussit à atteindre la forêt environnante mais elle a été blessée gravement à la tête. Là, elle se retransforme en jeune fille et est recueillie par le fils d'un fermier, Udolf, qui a perdu un bras lors du massacre de ses parents lorsqu'il était enfant mais qui a pu être adopté par une famille de paysans en s'enfuyant. C'est dans la chaumière de son père adoptif, Gedim, qu'il la ramène où elle est soignée et nourrie.
Lilly finit petit à petit par guérir de ses blessures. Une affection réelle la lie à la famille de fermiers en général et à Udolf en particulier. Bientôt, Erhard est de retour à Johannisburg et la recherche de Lilly commence. Les chevaliers visitent toutes les terres des fermiers aux alentours. Ainsi, Udolf et Gedim reçoivent la visite de l'un d'eux mais ils lui disent qu'ils n'ont rien vu ni entendu.
Erhard commence à croire que Lilly est partie pour de bon et ne reviendra jamais lorsque la mort d'un soldat allemand et de son écuyer vient lui démontrer qu'elle est encore dans les parages. Un vêtement resté sur les lieux semble également démontrer qu'elle a trouvé un protecteur... d'autant plus qu'il y a encore huit ans, Johannisburg était encore un village de païens qui croyaient aux démons. Erhard décide donc de rassembler au château tous les survivants de cette époque. Parmi eux, se trouvent Gedim et Burthe qui emmènent leur fille Hilde. Lilly a pu se cacher avant d'être aperçue par les soldats. Quant à Udolf, il est parti à Johannisburg y glaner des renseignements sur Lilly et n'a donc pu être intercepté. Lilly part à sa recherche, réussit à rentrer dans Johannisburg, le retrouve et lui raconte ce qui s'est passé à la ferme.
Pendant ce temps, Gedim et sa famille ont été emmenés au château. Il ne faut pas trop de temps aux chevaliers pour savoir que ce sont eux qui ont hébergé Lilly. Gedim est emmené, interrogé, torturé. Udolf voudrait bien tirer ses parents de ce mauvais pas. À l'auberge où il s'est réfugié, il s'aperçoit qu'il est tombé amoureux de Lilly et qu'il l'a connue étant enfant. Ce qu'il ne sait pas, c'est qu'Erhard l'avait emmenée au village à l'époque pour y faire massacrer tous les païens qui s'y trouvaient. Lilly s'en souvient bien mais elle essaie de le lui cacher. Udolf cherche à la faire sortir du village quand, tout à coup, ils sont cernés par des soldats allemands. Lorsque Lilly voit qu'ils s'en prennent à Udolf, elle se transforme en louve et les égorge. En voyant cela, Udolf comprend qu'il a devant lui la bête qui a massacré ses parents il y a huit ans. Il décide donc de faire un marché avec les chevaliers et Erhard. Il leur livre Lilly et eux libéreront ses parents. Lilly se laisse faire. Mais maintenant, c'est un évêque italien, Cecilio, qui a pris les choses en main. Il fait arrêter Udolf et décide que Lilly et toute la famille seront brûlés dans la cour du château.
La famille d'Udolf et Lilly sont donc emmenés au bûcher mais la femme-louve réussit à briser ses liens et à délivrer tout le monde. Elle s'en sort affreusement blessée mais vivante.

## Les principaux personnages
- Semyon von Kassel : chevalier teutonique. Ayant tué un loup-garou qui lui courait après au sud des Carpathes, il réussit à s'emparer de sa progéniture et l'élève pour la mettre au service de l'Église.
- Erhard von Stendal : commandeur, chevalier teutonique. Il succède à von Kassel comme maître des loups-garous.
- Günter Sejod : sergent d'armes de la garnison de Johannisburg en Prusa. Responsable de la garde du loup-garou Lilly.
- Conrad de Thuringe : Grand-Maître des Chevaliers teutoniques.
- Udolf : fermier des environs de Johannisburg en Prusa. Son père, un chef de village, a été tué par une bête monstrueuse alors qu'il n'était encore qu'un enfant. Il a perdu un bras dans le massacre. Il a réussi à s'enfuir (le reste de la famille étant également massacrée) et a pu se faire adopter par une famille de fermiers des environs.
- Gedim : père adoptif de Udolf.
- Burthe : mère adoptive de Udolf.
- Hilde : sœur de Udolf.
- Cecilio : évêque italien qui aide Erhard von Stendal à retrouver Lilly et qui veut la faire brûler comme créature du diable.
- Lilly : fille d'un loup-garou, a la capacité de se transformer en louve. Semyon von Kassel l'a recueillie alors qu'elle n'était encore qu'un bébé et en a fait une machine à tuer les païens. Plus tard, von Kassel l'a donnée à Erhard von Stendal.

## Édition française
- S. Andrew Swann. La Louve et la Croix, Bragelonne, 2010, 382 p.